# Flaggdagar i Sverige

Sveriges flagga

I Sverige regleras flaggdagarna genom förordningen (1982:270) om allmänna flaggdagar som utfärdats av regeringen.

## Lista över flaggdagar
Svenska kungafamiljens bemärkelsedagar är markerade med fet text.   
| Dag | Tillfälle                              | Förklaring |
| --- | -------------------------------------- | --- |
| 1 januari                                                                                                 | Nyårsdagen                             | |
| 28 januari                                                                                                | Konung Carl XVI Gustafs namnsdag       | |
| 12 mars                                                                                                   | Kronprinsessan Victorias namnsdag      | |
| söndagen 22 mars–25 april                                                                                 | Påskdagen                              | Jesu uppståndelse. |
| 30 april                                                                                                  | Konung Carl XVI Gustafs födelsedag     | |
| 1 maj | Första maj                             | Arbetarrörelsens internationella högtidsdag. |
| femtionde (grekiska: πεντηκοστή, pentikostí) dagen och samtidigt sjunde söndagen från påsk 10 maj–13 juni | Pingstdagen                            | Den Helige Andes utgjutande. |
| 29 maj | Veterandagen                           | Minne av grundandet av Förenta nationernas organisation för övervakning av vapenvila. |
| 6 juni | Nationaldagen och svenska flaggans dag | |
| normalt söndagen i första hela juniveckan vart femte år                                                   | Val till Europaparlamentet             | EU:s medlemsstater får välja någon av dagarna torsdag till söndag i veckan, Sverige röstar traditionellt på söndagar. Minst ett år innan valperiodens utgång kan tidpunkten ändras, men inte tidigareläggas mer än två månader eller senareläggas mer än en månad. |
| lördagen 20–26 juni                                                                                       | Midsommardagen                         | |
| 14 juli                                                                                                   | Kronprinsessan Victorias födelsedag    | |
| 8 augusti                                                                                                 | Drottning Silvias namnsdag             | |
| normalt andra söndagen i september vart fjärde år, samt vid extraval                                      | Kommunal-, region- och riksdagsval.    | |
| 24 oktober                                                                                                | FN-dagen                               | Minne av Förenta nationernas stadgas ikraftträdande. |
| 6 november                                                                                                | Gustav Adolfsdagen                     | Minne av konungen Gustav II Adolf. |
| 10 december                                                                                               | Nobeldagen                             | Minne av Alfred Nobel. |
| 23 december                                                                                               | Drottning Silvias födelsedag           | |
| 25 december                                                                                               | Juldagen                               | Jesu födelse. |

## Ej återkommande flaggdagar
| Dag               | Tillfälle                                         |
| ----------------- | ------------------------------------------------- |
| 17 december 2018  | 100 år sedan införandet av allmän rösträtt        |
| 15 september 2023 | Minnesdag för Kung Carl XVI Gustafs trontillträde |